# Plesk
Plesk is een webapplicatie voor het beheren van websiteconfiguraties. Met Plesk biedt een webhosting-aanbieder zijn klanten een webinterface om ze in staat te stellen hun website(s) naar wens te configureren en te beheren. Dit omvat niet alleen de configuratie van de webserver zelf, maar ook de bijbehorende diensten, zoals e-mailaccounts, MySQL- en PostgreSQL-databases. Ook ondersteunt het Apache Tomcat (voor webapplicaties in Java), ColdFusion-server, en in het verleden ook Counter Strike- en Battlefield 1942-spelservers.
Plesk is in 2001 ontwikkeld door het bedrijf Plesk, Inc. (hoofdkantoor in Herndon (Virginia), softwareontwikkeling in Novosibirsk); in 2003 werd het gekocht door SWSoft, dat zich in 2008 Parallels noemde en Plesk in december 2015 verkocht aan Ingram Micro, dat in februari 2016 werd gekocht door het Chinese Tianjin Tianhai Investment, onderdeel van de HNA Group, eigenaar van Hainan Airlines.

## Werking
Plesk voor Linux maakt gebruik van scripts om de server te beheren, ondanks het open karakter van LAMP zijn deze scripts closed source.
Men logt in op een webgebaseerd paneel, dat de gebruikers en beheerders in staat stelt om via een gemakkelijke manier alle mogelijkheden van webhosting te beheren.
De scripts zorgen voor de nodige veranderingen in de configuratiebestanden van Linux, de webservice (Apache) wordt herstart met een interval van enkele minuten zodat de veranderingen worden doorgevoerd.

## Installatie
Plesk voor Linux wordt geïnstalleerd door middel van een installatiescript dat men kan downloaden op de swsoftpagina (zie externe links).
Dit installatiescript zal vervolgens het hele systeem klaarmaken om een LAMPserver te starten, zo zal het de installatiebestanden van een SWSoft-server downloaden en installeren.
Na de installatie is er een registratiesleutel nodig, gebaseerd op het aantal sites dat de beheerder op de server wenst te draaien.
Daarna kan de beheerder beginnen met het toevoegen van klanten en sites.

## Gebruiksniveaus
In de webhostingwereld bestaat er een verschil tussen gebruikers op een systeem. Zo zijn er een of meerdere beheerders die verantwoordelijk zijn voor de server en zijn diensten. Ook is het aangewezen dat de eindgebruiker enkel eigen bestanden kan veranderen en verder niets te maken heeft met een andere eindgebruiker. Daarom maakt Plesk gebruik van enkele gebruiksniveaus:
- Master Level: Hier kunnen sysadmins meerdere servers bedienen vanuit een enkele console;
- Server Administrator Level: Hier heeft de admin volledige controle over de servers, resellers en eindgebruikers;
- Reseller Client Level: Een groot aantal programma's kan gebruikt worden door de reseller, dit binnen de limieten van de Server Administrator;
- Domain Owner Level: dit niveau geeft volledige controle over een of meerdere domeinen en dit binnen de limieten van de reseller of server administrator;
- Mail User Level: In dit gebruikersniveau kan men enkel een mailbox beheren.

## Back-upfunctie
Plesk biedt een uitgebreide back-upoplossing in shell voor beheerders.
Zo is het mogelijk om een volledige Pleskinstallatie te migreren naar een andere server zonder veel werk.
Ook voor dagelijkse back-up is deze back-upoplossing zeer geschikt.

## Concurrerende software
- cPanel
- DirectAdmin
- Webmin
- VHCS
- Cube Panel
- Zpanel